# Руф (консул 457 г.)
Вижте пояснителната страница за други личности с името Руф.
Флавий Руф (на латински: Flavius Rufus) е политик на Източната Римска империя през 5 век.
През 457 г. Руф е консул заедно с Константин (също на Изток).